# Equilíbrio gráfico
Diz que uma imagem está equilibrada, ou seja, tem equilíbrio gráfico,  quando todos os elementos que a compõe estão organizados de tal forma que nada é enfatizado, todos passando uma sensação de equilíbrio visual.
Este equilíbrio pode ser dinâmico ou estático, dependendo do movimento gráfico da imagem (não confundir com imagem em movimento).
Uma imagem está desequilibrada, quando alguns elementos estão enfatizados de tal forma que estes parecem pesar apenas um lado da imagem. Isso não quer dizer assimetria, pois uma imagem assimétrica também pode ser equilibrada.
Teoria já conhecida há muito tempo no universo do Design, a Gestalt se aplica em diversos conceitos de construção projetual, incluindo principalmente o equilíbrio gráfico.

## Elementos no equilíbrio gráfico
Os exemplos que se seguem dão uma indicação de como os referidos elementos se comportam em geral numa composição gráfica.
- Cores neutras como o preto e branco costumam pesar menos que outras.
- Cores quentes tendem a chamar mais à atenção que cores frias.
- Superfícies opacas costumam pesar mais que transparências.
- As cores com maior saturada costumam parecer mais pesadas.
- Imagens maiores costumam pesar mais. A escala pode eventualmente afetar o "peso" das cores. ex.: uma manchete em letras grandes, em preto, pode "pesar" mais que um machete menor em vermelho.
- A posição de uma imagem em uma composição afeta seu peso gráfico.

Esse são apenas guias para se analisar o equilíbrio gráfico, pois o equilíbrio é um fenômeno bastante relativo.

## Exemplos de Equilíbrio gráfico

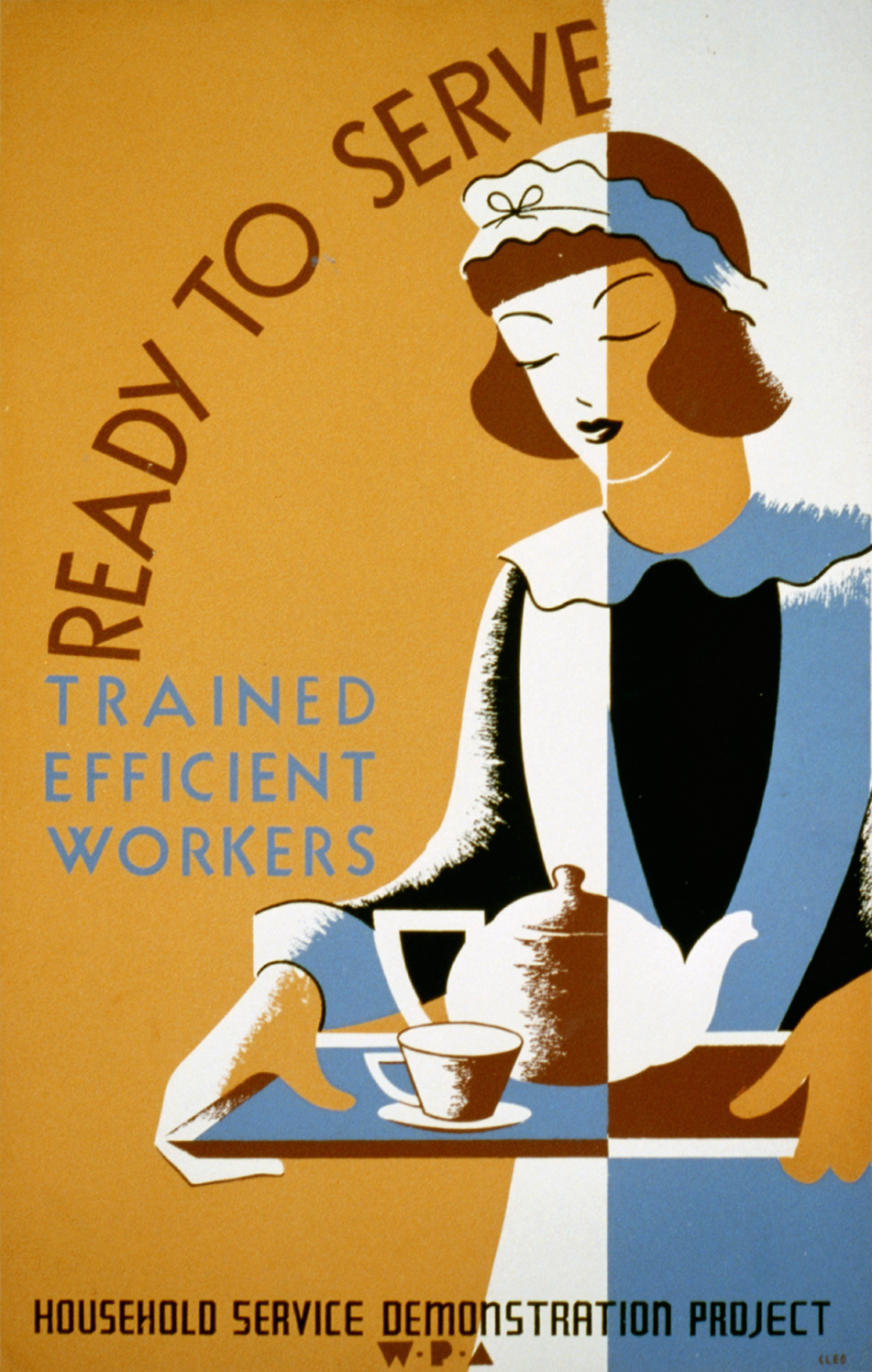
Imagem assimétrica e equilibrada
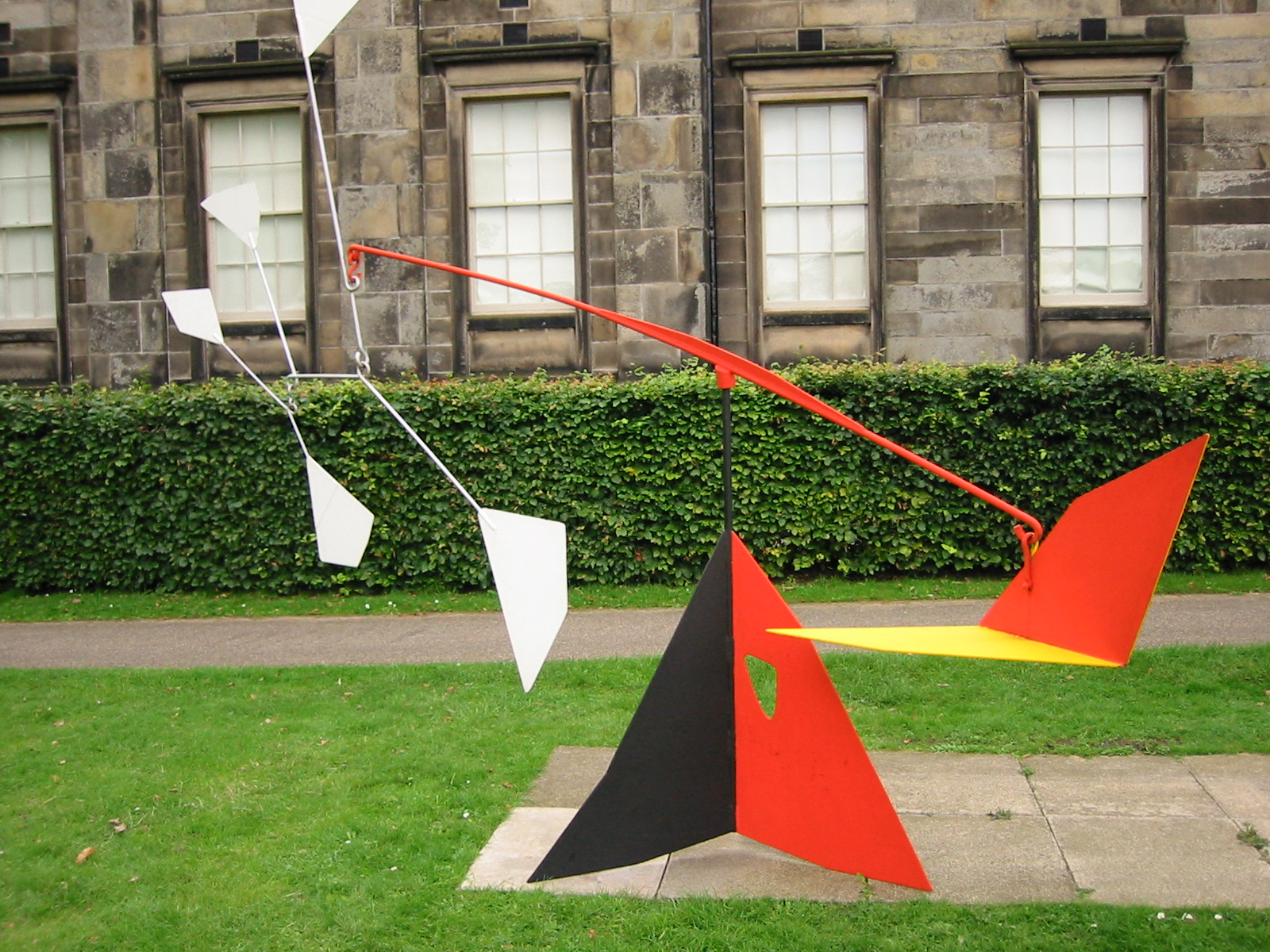
Imagem em desequilíbrio
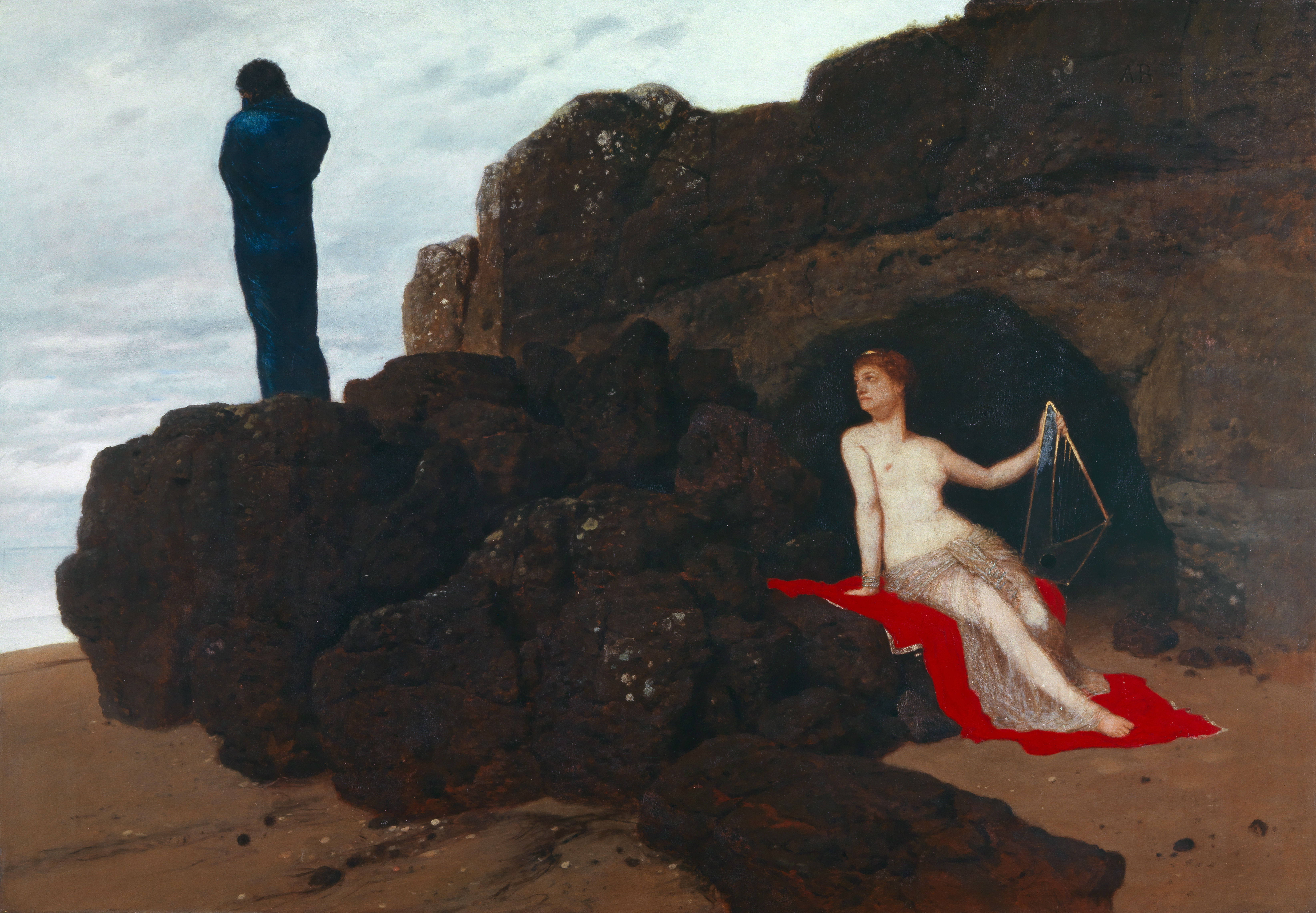
Imagem em desequilíbrio